# Phyllachora abutilonis
Phyllachora abutilonis är en svampart som beskrevs av Orejuela 1944. Phyllachora abutilonis ingår i släktet Phyllachora och familjen Phyllachoraceae.   Inga underarter finns listade i Catalogue of Life.